# Steele (Dakota del Nord)
Steele è un centro abitato (city) degli Stati Uniti d'America, capoluogo della Contea di Kidder, nello Stato del Dakota del Nord. Nel censimento del 2000 la popolazione era di 761 abitanti. La città è stata fondata nel 1881.

## Clima
Il 6 luglio 1936 a Steele furono raggiunti i 49,4 °C, la temperatura più alta mai raggiunta nel Dakota del Nord. E il fatto ancor più sorprendente è che dal 1948 in avanti non si toccarono più di 42,7 °C. A contribuire alla temperatura record si aggiunse il fatto che in quel periodo vi fu una terribile siccità in tutta la regione delle Grandi Pianure. Negli Stati Uniti in quell'estate furono stabilite le temperature massime record in 15 stati. Temperature maggiori sono state toccate in soli quattro stati: California, Arizona, Nevada, e Nuovo Messico.

## Geografia fisica
Secondo i rilevamenti dell'United States Census Bureau, la località di Steele si estende su una superficie di 1,50 km², tutti occupati da terre.

## Popolazione
Secondo il censimento del 2000, a Steele vivevano 761 persone, ed erano presenti 191 gruppi familiari. La densità di popolazione era di 516 ab./km². Nel territorio comunale si trovavano 367 unità edificate. Per quanto riguarda la composizione etnica degli abitanti, il 99,61% era bianco, lo 0,13% era afroamericano e lo 0,26% era nativo.
Per quanto riguarda la suddivisione della popolazione in fasce d'età, il 22,6% era al di sotto dei 18, il 4,9% fra i 18 e i 24, il 22,9% fra i 25 e i 44, il 17,9% fra i 45 e i 64, mentre infine il 31,8% era al di sopra dei 65 anni di età. L'età media della popolazione era di 45 anni. Per ogni 100 donne residenti vivevano 87,0 maschi.